# Spectra Precision
Spectra Precision — відокремлена торгова марка геодезичного обладнання, що є частиною бізнесу Trimble. Була створена шляхом злиття виробничих потужностей та технологічних розробок підприємств — виробників геодезичного обладнання та аксесуарів, що були придбані корпорацією Trimble в різні часи: Carl Zeiss AG (Німеччина), Nikon (Японія), Geotronics (Швеція), Ashtech (США) та інших.
Продукція Spectra Precision належить до нижчої цінової категорії (т.з. «сині прилади») корпорації Trimble, та орієнтована на конкретні щоденні потреби геодезичного та будівельного ринку. Але все обладнання Spectra Precision високоякісне та сучасне і високотехнологічне. Низька ціна досягається шляхом оптимізації виробництва та маркетингової політики.
Бренд Spectra Precision пропонує повний спектр продуктів, включаючи GNSS приймачі, оптичні тахеометри, контролери-накопичувачі даних, польове і офісне програмне забезпечення, а також широкий спектр будівельних інструментів.

## Історія створення
• 1846 — Carl Zeiss AG створена в Єні, Німеччина, Карлом Цайссом, Ернст Аббе і Отто Шоттом, трьома піонерами в області оптики і точних лінз.
• 1917 р. — Корпорація Nikon утворюється шляхом злиття трьох японських виробників оптичних інструментів.
• 1946 — Carl Zeiss у Німеччини розділена навпіл на західну частину, що створюються в Оберкохені, і східну — що лишається в Єні.
• 1965 — перший комерційний лазерний нівелір був розроблений командою Spectra Physics — прямим попередникои Spectra Precision в Дейтоні, штат Огайо.
• 1970 — Sercel, французька електронна компанія, починає створення систем радіолокації за допомогою наземних УКХ передавачів. Це найбільш ранній предок сучасної компанії Ashtech у галузі GNSS.
• 1990 — Підрозділ Spectra Precision компанії Spectra Physics розширюється з придбанням Geotronics (Швеція), Plus 3 (Атланта, Джорджія) і Terrasat (Мюнхен).
• 1987 — Tripod Data Systems (TDS), утворена в Юджин, штат Орегон. До середини 1990-х років, TDS стала провідною незалежною компанією, що розробляє програмне забезпечення для геодезії в Сполучених Штатах і Канаді.
• 1987 — Корпорація Ashtech заснована в Каліфорнії.
• 1990/1991 — дві половинки Zeiss Carl возз'єдналися після падіння комунізму і возз'єднанням Німеччини.
• 1997 — Ashtech входить до складу корпорації Magellan Corporation (США).
• 1999 — Spectra Precision і Carl Zeiss AG створюють спільне підприємство.
• 2000 — Корпорація Trimble на додаток до свого успішного GNSS підрозділу для геодезії і будівництва придбала компанію Spectra Precision з розробками оптичних і лазерних інструментів.
• 2003 р. — Корпорації Nikon і Trimble створюють спільне підприємство Nikon-Trimble Co Ltd.
• 2009 — Ashtech викупає свою частку капіталу у корпорації Magellan і виступає як незалежна компанія.
• 2011 рік — Ashtech придбана корпорацією Trimble і приєднана до Spectra Precision.